# Martin Švejnoha
Martin Švejnoha (* 25. November 1977 in Příbram, Tschechoslowakei) ist ein ehemaliger tschechischer Fußballspieler.

## Karriere
Švejnoha begann seine Karriere in den Jugendmannschaften von TJ Březnice, UD Příbram und Viktoria Pilsen. Im Herbst 1996 war der Abwehrspieler an den damaligen Drittligisten 1. FC Pilsen ausgeliehen, bei dem er erste Erfahrungen im Seniorenbereich sammelte. Anfang 1997 kehrte er zu Viktoria Pilsen zurück und kam zu seinen ersten Einsätzen in der 1. Liga.
In der Hinrunde der Spielzeit 1999/00 war Švejnoha an den damaligen slowakischen Erstligisten VTJ Koba Senec ausgeliehen, Anfang 2000 kehrte er zu seinem nunmehr in der 2. Liga spielenden Stammverein zurück und feierte den Wiederaufstieg in die Gambrinus Liga, aus welcher der Verein jedoch umgehend wieder absteigen musste. Den erneuten Aufstieg schaffte Viktoria Pilsen in der Saison 2002/03. Von 2004 bis 2006 stand der Innenverteidiger beim 1. FC Slovácko unter Vertrag. Danach war er drei Jahre beim 1. FC Brünn.
Seit Sommer 2009 spielt Švejnoha für den FC Wacker Innsbruck in der zweithöchsten österreichischen Spielklasse.
Mit dem FC Wacker Innsbruck wurde Švejnoha in der Saison 2009/10 mit zwei Punkten Vorsprung auf den FC Admira Wacker Mödling Meister der zweitklassigen österreichischen Ersten Liga und stieg somit mit dem Team in die Bundesliga auf.
Nach drei Jahren bei Wacker wechselte er zum Lokalrivalen WSG Wattens in die drittklassige Regionalliga West. In der Saison 2015/16 konnte er mit Wattens Meister der Regionalliga West werden und somit in den Profifußball aufsteigen.
Nach der Saison 2016/17 beendete er seine Karriere und wurde Co-Trainer der Tiroler.

## Erfolge
- 1× Meister der zweitklassigen Ersten Liga: 2009/10